# Pygocryptus exochus
Pygocryptus exochus är en stekelart som beskrevs av Torgersen 1974. Pygocryptus exochus ingår i släktet Pygocryptus och familjen brokparasitsteklar. Inga underarter finns listade i Catalogue of Life.